# Ghazanchi
Ghazanchi (en arménien Ղազանչի) est une communauté rurale du marz de Shirak en Arménie. En 2008, elle compte 605 habitants.